# Ems herrgård
Em är en herrgård i Mönsterås socken, Mönsterås kommun.
Ems herrgård ligger vid Emåns utlopp i Kalmarsund. Herrgården tillhörde på 1600-talet och i början av 1700-talet släkterna Skytte, Mörner och Fahlström. Från 1765 ägs herrgården av släkten Ulfsparre, efter 1906 i form av ett släktbolag, Ems fastighetsaktiebolag. På herrgården arrangeras jakt och fiske med logi.